# アン・ビーチャム (第16代ウォリック女伯)
第16代ウォリック女伯爵アン・ビーチャム（Anne Beauchamp, 16th Countess of Warwick, 1416年7月13日 - 1492年9月20日）は、中世後期のイギリス貴族の女性。第13代ウォリック伯リチャード・ビーチャムと、その2番目の妻イザベル・ル・ディスペンサー（トマス・ル・ディスペンサー（1373年9月22日 - 1399/1400年1月13日）とコンスタンス・オブ・ヨークの娘）の娘。クラレンス公ジョージ・プランタジネットの妻イザベル・ネヴィルと、リチャード3世の王妃アン・ネヴィルの母親である。「外交的で、知的で、粘り強い」と評され、薔薇戦争の際には政治の中心人物であった。

## 相続
アンはオックスフォードシャー（現在のバークシャー）のキャヴァーシャム城で生まれた。1436年に「キングメーカー」リチャード・ネヴィルと結婚し、兄ヘンリーはリチャードの妹セシリーと結婚した。1439年に父リチャードが亡くなり、続いて1446年に兄ヘンリーが、1449年にヘンリーの幼い娘アンが亡くなり、リチャード・ネヴィルは妻を通じて爵位と広大な領地を相続した。
しかし、アンの異母姉3人（父の最初の妻で、バークレー領の相続人エリザベスとの間に生まれた子供）はこれに異議を唱えた。このうち異母姉エレノアは、第2代サマセット公エドムンド・ボーフォート（1455年の第一次セントオールバンズの戦いで戦死）と結婚していた。ウォリック伯家の相続をめぐる訴訟は、ネヴィル家と近縁関係にあったボーフォート家との間の敵意を煽るだけであった。アンの夫リチャードは、サマセット公エドムンドの父ジョンの妹であるウェストモーランド伯爵夫人ジョウン・ボーフォートの孫であった。法的には、アンは15代女伯アンの父ヘンリーの同母妹であるため、異母姉たち（最年長のシュルーズベリー伯爵夫人マーガレット（1468年没）を含む）よりも相続資格が高いと考えられた。リチャード・ネヴィルは、ウォリック伯爵家とディスペンサー家の領地をそのまま保持することに成功した。
1471年に夫リチャードがイングランド王エドワード4世との戦いで亡くなったとき、アンはボーリュー修道院に避難し、国王に手紙を書いて自分が「国王の真に忠実な臣下」であると断言し、自分の身の安全を交渉した。また、ベッドフォード公爵夫人ジャケット・ド・リュクサンブール、エリザベス・ウッドヴィル、エリザベス・オブ・ヨークなど、王室の有力な女性たちに嘆願書を送った。アンは1473年まで修道院に留まった。

## 娘たちの結婚
長女イザベルは、イングランド王エドワード4世の弟クラレンス公ジョージ・プランタジネットと結婚した。次女アンは、ランカスター家のヘンリー6世の一人息子エドワード・オブ・ウェストミンスターと結婚した。エドワード・オブ・ウェストミンスターが1471年5月4日のテュークスベリーの戦いで戦死すると、アン・ネヴィルは、ヨーク家のイングランド王エドワード4世の弟であるグロスター公リチャード（後のイングランド王リチャード3世）と結婚した。2人は1472年4月22日にローマから特免状が出された後に結婚した。アンは、婿であるグロスター公リチャードが国王から義母を修道院から出す許可を得た後、1473年に娘アンの家に移った。アンは、第13代ウォリック伯爵リチャード・ド・ビーチャムが作成を依頼した絵入りの時祷書を娘に渡したことが知られている。
アンはまだ存命であったが、娘たちの夫らは相続をめぐって争った。グロスター公リチャードは兄クラレンス公ジョージからアン・ネヴィルとの結婚に最終的な同意を得るために、最終的にウォリック伯領（「キングメーカー」リチャード・ネヴィルが妻の権利で保持していた）とソールズベリー伯領を含むウォリック伯爵家の土地と財産のほとんどを放棄し、イングランド侍従長の職をクラレンス公ジョージに譲った。1474年、この争いに決着をつけるため、議会はアンの死を法的に宣言し、アンの相続財産を2人の娘に分割した 。
クラレンス公ジョージが1478年に反逆罪で処刑された後、その息子エドワードが爵位を継承し、リチャードの息子エドワードはソールズベリー伯爵位を与えられた。

## 後年
アンは1486年に再びボーリュー修道院に身を寄せ、ヘンリー7世に領地の返還を嘆願した。アンは領地のごく一部を取り戻したが、それは相続権を破棄し、その大部分をヘンリー7世に返還するという条件付きであった。「『ウォリックとスペンサーの土地』、アン自身の遺産は王室の領地の一部となった。」
アンは、夫リチャード、2人の娘とその夫らよりも長生きし、ひっそりと亡くなり、夫の横に埋葬された。